# David Sommeil
David Sommeil (ur. 10 sierpnia 1974 w Pointe-à-Pitre) – piłkarz francuski grający na pozycji środkowego obrońcy. Grał w klubach takich jak: SM Caen, Stade Rennais FC, Girondins Bordeaux, Manchester City, Olympique Marsylia, Sheffield United i Valenciennes FC, w barwach którego zakończył karierę.
Dnia 20 sierpnia 2008 roku, 34-letni zawodnik podczas treningu stracił przytomność, prawdopodobnie na skutek ataku serca, skąd zawodnik został przewieziony do szpitala, gdzie trafił na oddział intensywnej terapii.